# Associació de Futbolistes Espanyols
L'Associació de Futbolistes Espanyols (oficialment en castellà: Asociación de Futbolistas Españoles) és una associació constituida el 1978 per defensar els drets laborals, socials i econòmics dels futbolistes professionals espanyols.

## Història
L'AFE es va fundar el 23 de gener de 1978, a Madrid amb l'objectiu de defensar i reconèixer els drets dels futbolistes com a treballadors. La primera reunió per decidir certs aspectes de la fundació i organització, va ser el 23 de novembre de 1977.
Els fundadors van ser Joaquin Sierra Vallejo, Santiago Bartolomé Rial, Ángel Maria Villar Llona i Alfonso Abete Otazu. Des de llavors els pròxims presidents han estat: Juan Manuel Asensi Ripoll (1978-1979), Juan José Iriarte Salón (1982-1988) i Gerardo González Movilla (1988-2010) Luis Manuel Rubiales Béjar (2010-2017).
La primera gran reivindicació va ser la vaga convocada el 22 d'agost del 1978 per demanar el reconeixement dels drets de reunió, llibertat sindical i pensament dels futbolistes, que la federació no reguli el caràcter laboral de la relació entre els jugadors i els seus clubs, que els clubs hagin de donar mínim un dia lliure a la setmana als seus jugadors, que els clubs que tinguin deutes amb els seus jugadors, que no en puguin incorporar de nous i finalment obrir un període de negociació per tractar tots aquests punts.
Ha impulsat diverses vagues relacionades amb el món del futbol. Destaquen les del 4 de març del 1979, el setembre del 1981, l'11 d'abril de 1982, l'1 d'abril de 1983, el 3 de setembre de 1984, l'1 d'abril de 2010 i l'11 d'agost de 2011.